# Harrys Hamburger Hafenbasar

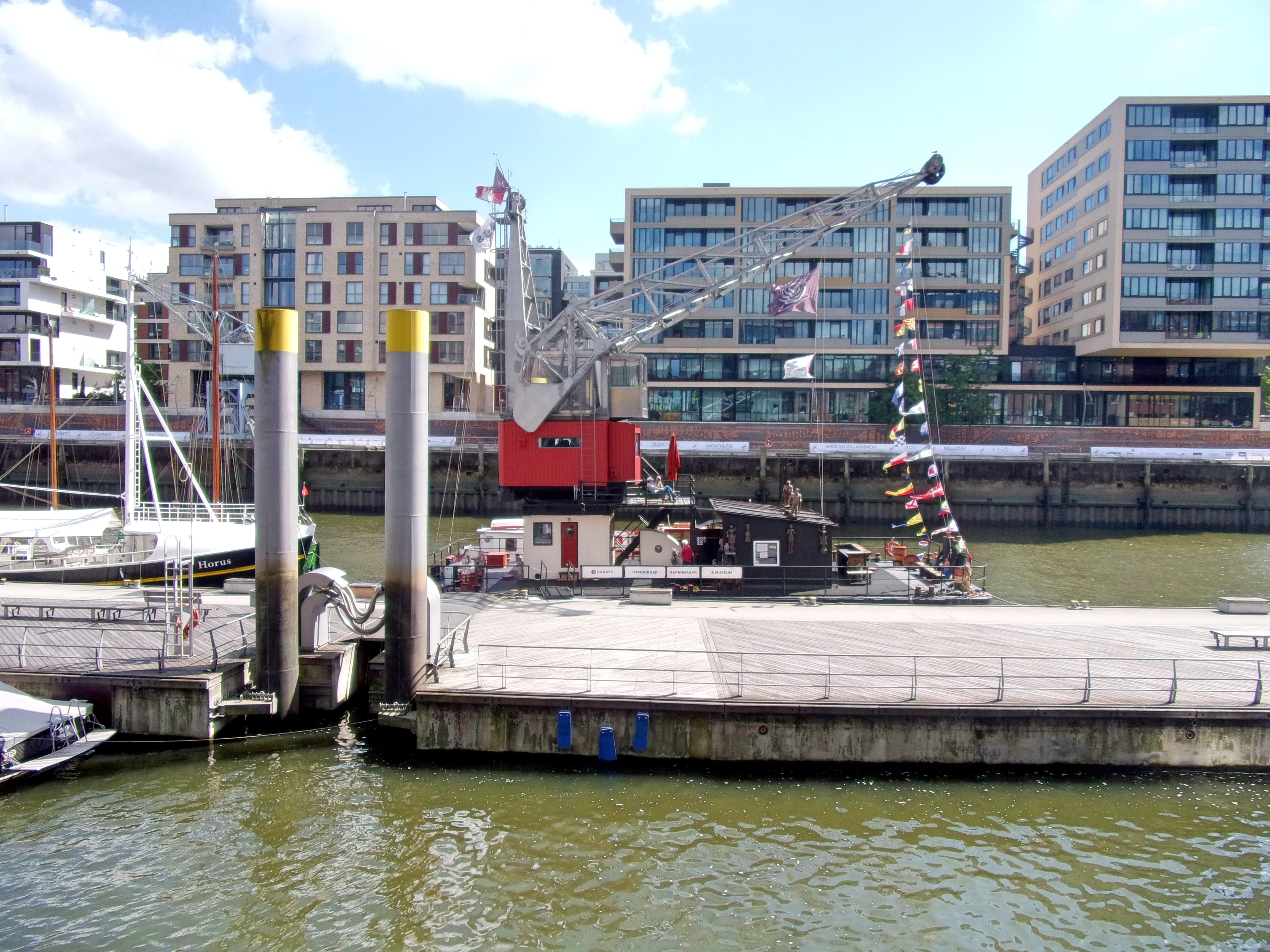
Die aktuelle Location des Hafenbasars im Traditionsschiffhafen in der Hafencity, Hamburg.

Harrys Hamburger Hafenbasar (kurz: Harrys Hafenbasar) ist ein Museum und Raritätengeschäft, das seit 1954 auf St. Pauli in Hamburg bestand und seit 2013 in der Hamburger Hafencity zu finden ist. Der Hafenbasar gilt als touristischer Anziehungspunkt und ist in vielen Reiseführern über Hamburg eingetragen.

## Geschichte

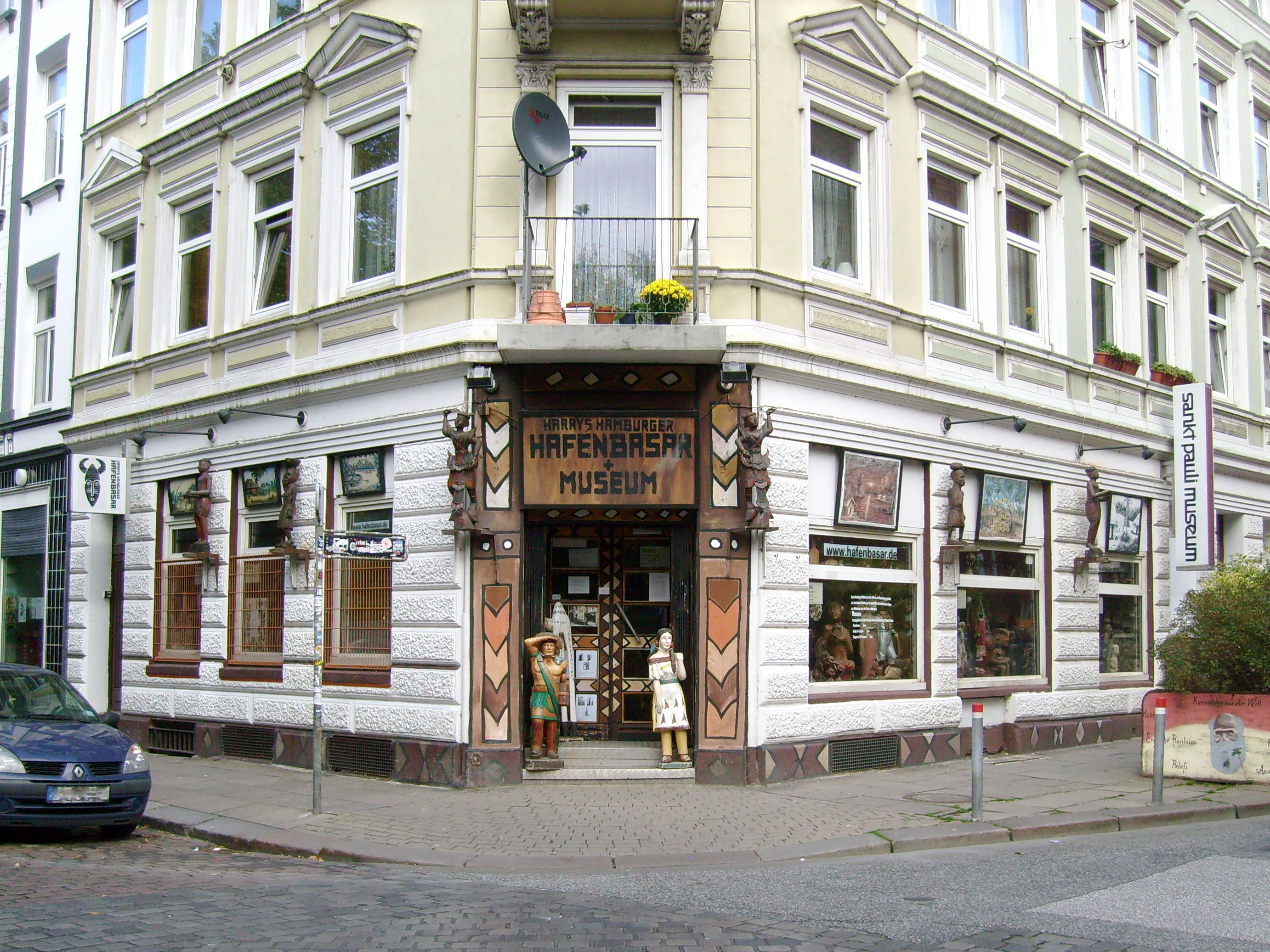
Die ehemaligen Räume in der Erichstraße

1952 gründete Harry Rosenberg (1925–2000), ein ehemaliger Seemann, einen Briefmarken- und Münzhandel in Sankt Pauli. Dieses Geschäft hatte Rosenberg mit Mitbringseln aus seiner Seemannszeit und dem Nachlass von Käptn Haase, mit dessen Exotika-Sammlung von 1935 bis 1954 eine „Museumskneipe“ auf der Reeperbahn ausgestattet war, dekoriert. Während Rosenbergs eigentliches Geschäft weitgehend brachlag, bewunderten die Kunden seine Exotika und kauften auch Einiges davon. Rosenberg schwenkte um und begann 1954, von Seeleuten Exotika zu kaufen und sie in seinem „Harrys Hamburger Hafenbasar“ getauften Laden auszustellen, zu tauschen und zu verkaufen. Nach dem Vorbild von Käptn Haase nannte Rosenberg sein Geschäft „Museum“, verlangte Eintrittsgeld und verkaufte seine Exponate.
Rosenbergs Hafenbasar war bereits eine lokale Berühmtheit, als durch die überregionale Presse ging, dass er echte Schrumpfköpfe kaufte, ausstellte und zum Verkauf anbot. Seither wird Harrys Hamburger Hafenbasar in vielen Hamburg-Reiseführern weltweit geführt. Weitere Geschäftsfläche wurde angemietet; in seiner Glanzzeit verfügte der Hafenbasar über drei Verkaufsstellen mit 2.600 Quadratmetern in 26 Räumen.
1996 zog sich Rosenberg zurück und verkaufte das Geschäft an seine Tochter Karin. Anlass war die Erweiterung des benachbarten Erotic Art Museums, das die Kellergewölbe im Haus in der Bernhard-Nocht-Straße 65, das den Hafenbasar 40 Jahre lang beheimatet hatte, nutzen wollte. Der Umzug sollte nur einige Häuser weiter gehen, in die Bernhard-Nocht-Straße 89–91, doch mit mehreren 10.000 Exponaten war das ein Problem. Nach einem Zeitungsaufruf organisierten etwa 200 freiwillige Helfer eine Menschenkette, die am 24. August 1996 die Exponate in die neuen Räumlichkeiten bewegte.
Bereits 1999 folgte der nächste Umzug, weil das neue Domizil grundlegend renoviert werden musste. Die ursprünglich zeitbegrenzte Umsetzung in eine Fabrikhalle am Ende der Großen Freiheit sollte nur ein Jahr dauern; entsprechend war der Mietvertrag abgeschlossen worden. Da sich die Renovierung aber erheblich verzögerte, mussten wiederum neue Räume gefunden oder der Basar geschlossen werden. Der Gedanke an ein „Aus“ lag auch deswegen nahe, weil der Gründer des Geschäfts in diesem Zeitraum nach schwerer Krankheit verstarb. Zusätzlich war die Kundschaft aufgrund der häufigen Ortswechsel und der ständigen Verkleinerung der Ausstellungs- und Verkaufsfläche (zuletzt auf 700 m²) ausgeblieben, so dass das Geschäft kaum noch Geld abwarf. Schließlich fand sich aber eine neue Bleibe in der Erichstraße 56, in der im September 2001 der Hafenbasar, nahe dem ehemaligen Standort der Museumskneipe des Käptn Haase, aber fernab der Laufkundschaft und nur noch auf 300 m², sein Heim fand.
Noch einmal benötigte und erhielt das durch die Umzüge und die ungünstige Lage finanziell stark angeschlagene Museum Hilfe: eine Hamburger Marketingfirma und eine Reihe von Künstlern vom Kiez bemühten sich 2003 mit verschiedenen Aktionen um einen höheren Bekanntheitsgrad des Hafenbasars. Auch eine Website und ein Internet-Shop wurden im Rahmen dieser Aktion geschaffen.
Am 11. April 2011 starb Karin Rosenberg an einem Herzinfarkt. Die 18-jährige Tochter Kim Rosenberg führte den Laden mit Freunden und Unterstützern bis 31. August 2011 weiter, obwohl aufgrund der nach wie vor schwierigen finanziellen Situation dessen Weiterexistenz bedroht war.
Am 1. September 2011 übernahm der ehemalige HNO-Arzt Gereon Boos, aus Faszination für die Historie des Museums und aus Respekt gegenüber Harry und Karin Rosenberg den Hafenbasar. Er wollte damit das Museum mit der Vielfalt der in nahezu 60 Jahren durch Seeleute zusammengetragenen Objekte und Kunstschätze in seiner weltweiten Einzigartigkeit erhalten. Da der Mietvertrag zum Ende 2012 gekündigt wurde, musste die Institution abermals umziehen. Am 26. September 2013 eröffnete der Hafenbasar nunmehr am Sandtorkai in der HafenCity. Im Rumpf des Schwimmkrans Greif am Ponton 5 finden sich nun 332.428 Objekte in 33 themenbezogenen Kammern.
Am 25. März 2014 starb Gereon Boos 47-jährig an einem Hirntumor. Danach wurde der Hafenbasar vom noch vor dem Tod Boos’ gegründeten Verein „Hafenbasar e.V.“ weitergeführt, welcher im Oktober 2017 durch die Stiftung „Dr. Gereon Boos / Hafenbasar“ abgelöst wurde.